# Thổ dân châu Úc
Thổ dân Úc là thổ dân ở lục địa Úc và các đảo của eo biển Torres, là hậu duệ của nhóm người tồn tại ở Úc và các đảo chung quanh lục địa này trước quá trình thực dân hóa của người châu Âu diễn ra. Những di chỉ con người sớm nhất tìm thấy ở Úc là Di cốt hồ Mungo, với niên đại khoảng 40.000 năm, mặc dù thời điểm đến vùng này đầu tiên Thổ dân Úc là một vấn đề tranh cãi giữa các nhà nghiên cứu, với con số niên đại xa nhất cỡ 125.000 năm.
Có sự đa dạng rất lớn giữa các cộng đồng và các xã hội bản địa khác nhau ở Úc, mỗi cộng đồng đều có  các nền văn hóa, phong tục và ngôn ngữ của riêng mình. Ngày nay tại Úc các nhóm này được chia thành các cộng đồng địa phương. Tại thời điểm định cư ban đầu của người châu Âu, hơn 250 ngôn ngữ được sử dụng; ước tính 120-145 trong số này vẫn được sử dụng, nhưng chỉ 13 ngôn ngữ không bị đe dọa tuyệt chủng. Thổ dân ngày nay hầu như chỉ nói tiếng Anh, với các cụm từ và các từ của ngôn ngữ thổ dân được thêm vào để tạo ra tiếng Anh thổ dân Úc (vốn cũng có ảnh hưởng hữu hình của ngôn ngữ bản địa trong cách ngữ âm và cấu trúc ngữ pháp). Dân số của thổ dân người Úc tại thời điểm người châu Âu đến định cư được ước tính vào khoảng 318.000 và 1.000.000 với sự phân bố dân cư tương tự như của dân số Úc hiện nay, phần lớn sống ở phía đông, tập trung dọc theo sông Murray.